# Церковь Святого Олафа (Хельсингёр)
Церковь Святого Олафа (дат. Sankt Olai Kirke) — кафедральный собор середины XVI века в городе Хельсингёр на севере датского острова Зеландия. Посвящён Святому Олафу, королю Норвегии. В 1961 году после основания диоцеза Хельсингёра церкви был присвоен титул собора.

## История
Церковь посвящена святому королю Норвегии — Олафу II. Маленькая романская церковь, построенная в начале XIII века, впервые упоминается в источниках в 1295 году. Хельсингёр быстро рос и развивался после того, как в 1420-х годах Эрик Померанский ввёл таможенные сборы для судов, проходящих через Эресунн, и вскоре стал одним из крупнейших торговых городов Дании. Церковь упоминается в нескольких документах конца XV века в связи с часовней Йохана Окса, и присутствует на гравировке, сделанной на набатном колоколе в 1511 году. В 1521 году после пожара церковь была вновь освящена, её покровителями стали Андрей Первозванный и Викентий Сарагосский. После Реформации Церковь Святого Олафа стала оплотом католичества: некий протестантский священник в 1536 году писал, что не смог вступить здесь в должность.
Многие корабли, останавливавшиеся в Хельсингёре, были британскими, а в начале XVI века в городе образовалось шотландское сообщество. В Церкви Святого Олафа у шотландцев был алтарь, посвященный Святому Иакову, Святому Андрею и шотландскому Святому Ниниану. Он впервые упоминается в 1511 году; в настоящее время алтарь хранится в Национальном музее Дании.
В концу строительства церкви в 1557—1561 годах высота башни была увеличена, были проведены работы по её укреплению; также в интерьер церкви были добавлены несколько алтарей. В 1559 году король подарил бюргерам Хельсингёра алтарную картину из Эсрумского монастыря. Из-за затрат на возведение шпиля в 1614 году, церковь получила финансовую поддержку от Короны. В 1782 году в королевском письме было сказано, что Церковь Святого Олафа должна стать главной церковью для всех датчан города, а Церковь Святой Марии — для немцев; фактически такое разделение существовало как минимум с 1586 года. 1 января 1961 года церковь получила титул кафедрального собора епархии Хельсингёра.
- Детали интерьера
- Фреска середины XVI века
- Кафедра проповедника (1567)
- Барельеф, изображающий Святого Олафа (1645)
- Люстра со скульптурой Святого Олафа (1662)
- Неф
- Алтарная скульптура
- Библия короля Кристиана IV
- Крестная перегородка (1653)